# Pieter van Musschenbroek
Pieter van Musschenbroek (ur. 14 marca 1692 w Lejdzie, zm. 19 września 1761 tamże) – holenderski fizyk.
Studiował medycynę na uniwersytecie w Lejdzie i uzyskał doktorat w 1715 roku. Był kolejno profesorem uniwersytetów w Duisburgu (1719-1723), Utrechcie (1723-1739) i Lejdzie (od 1739). Członek Royal Society w Londynie. Zajmował się problematyką elektryczności, ciepła i optyki. Pod koniec 1745 roku niezależnie od Ewalda Georga von Kleista rozpoczął prace nad skonstruowaniem pierwszego kondensatora, nazwanego butelką lejdejską.

## Prace
- 1729: Dissertationes physicae experimentalis et geometricae de magnete,
- 1731: Tentamina experimentorum naturalium in Accademia del Cimento,
- 1734: Elementa physicae,
- 1739: Aeris praestantia in humoribus corporis humani,
- 1764: Institutiones logicae.